# مطريل
بلدية مُطريل أو مُتريل (بالإسبانية: Motril) (نقحرة: موتريل) هي بلدية تقع في مقاطعة غرناطة التابعة لمنطقة أندلوسيا جنوب إسبانيا.

## الديموغرافيا
بلغ عدد سكان بلدية مُطريل 60.887 نسمة عام 2011 (وفقاً للمعهد الوطني الإسباني للإحصاء).
| 50.316 | 50.398 | 51.928 | 56.605 | 58.501 | 60.279 | 60.887 |

## توأمة
لمُطريل اتفاقيات توأمة مع كل من:
- مليلية
- General San Martín, San Juan [الإنجليزية]‏
- Marple, Greater Manchester [الإنجليزية]‏
- أغونيت
- سموليان

## أعلام
- خوسيه كاييخون
- ميغيل مارتين فرنانديز
- بودوان الأول ملك بلجيكا
- كارلوس كروز غونزاليس
- خوسيه غارسيا لادرون دي جيفارا
- نيكو هيدالغو
- ارماندو لوزانو